# Argyrodes stridulator
Argyrodes stridulator är en spindelart som beskrevs av Lawrence 1937. Argyrodes stridulator ingår i släktet Argyrodes och familjen klotspindlar. Inga underarter finns listade i Catalogue of Life.